# Буда-Макіївка
Буда-Макіївка — село в Україні, у Черкаському районі Черкаської області, у складі Ротмістрівської сільської громади. У селі мешкає 321 людей.
В районі села існувало городище передскіфського періоду VIII—V ст.ст. до н. е.[джерело?].

## Географія
У селі бере початок струмок Лана.

## Історія
Станом на 1885 рік у колишньому власницькому селі Макіївська Буда Журавської волості Чигиринського повіту Київської губернії мешкало 559 осіб, налічувалось 91 дворове господарство, існували православна церква, школа та постоялий будинок.
За переписом 1897 року кількість мешканців зросла до 934 осіб (484 чоловічої статі та 450 — жіночої), з яких 925 — православної віри.

## Населення

### Мова
Розподіл населення за рідною мовою за даними перепису 2001 року:
| Мова       | Кількість | Відсоток |
| ---------- | --------- | -------- |
| українська | 316       | 98.44%   |
| російська  | 3         | 0.94%    |
| білоруська | 2         | 0.62%    |
| Усього     | 321       | 100%     |